# Karim Meckassoua
Abdou Karim Meckassoua, né le 31 décembre 1953 à Bangui, est un homme politique centrafricain. Il est musulman.

## Biographie
Meckassoua est ergonome consultant de profession.
Il soutient, en décembre 1986, une thèse de doctorat en ergonomie intitulée Études comparées des activités de régulation d'un dispositif automatisé dans le cadre d'un transfert de technologie - Approche anthropotechnologique sous la direction d'Alain Wisner.
Il est ministre sous la présidence de François Bozizé pendant six ans et chef de cabinet de Jean-Paul Ngoupandé. Il occupe à plusieurs reprises des fonctions ministérielles dans différents gouvernements centrafricains.
En 2003, il est ministre d’État aux Affaires étrangères, à l’intégration régionale et à la Francophonie, puis en 2004 ministre d’État à l’Éducation nationale, en 2005, ministre d’État, directeur de cabinet de la Présidence de la République, en 2006, ministre d’État à la Communication, à la Réconciliation nationale, à la Culture démocratique et à la Promotion des droits de l’homme, pendant la période 2011-2013, ministre d’État chargé des Postes et Télécommunications et des Nouvelles Technologies et en 2013, ministre d’État au Plan et à l’Economie.
Lors de sa nomination comme ministre des Postes et Télécommunications en 2011, il déclenche un audit indépendant de son ministère et traduit en justice un ancien ministre pour détournement de fonds, une pratique rarissime en RCA qui lui a valu le sobriquet « Monsieur Audit » dans les quartiers populaires de Bangui
Il se présente sans étiquette à l’élection présidentielle centrafricaine de 2015, il finit septième du premier tour en obtenant 37 947 voix, soit 3,21 % des suffrages exprimés. Également candidat aux élections législatives, il est élu avec 60 % des voix député de Bangui.
Le 6 mai 2016, il est élu président de l’Assemblée nationale par 65 voix sur 127. Il entre en fonction le 10 mai. Visé par une pétition signée par 95 députés, il est destitué de la présidence de l'Assemblée nationale le 26 octobre 2018.
En mars 2021, Karim Meckassoua est interdit de sortie du territoire centrafricain en raison d'une enquête sur sa proximité avec la Coalition des patriotes pour le changement (CPC), une coalition de l'opposition armée mise en place fin 2020.
Il est candidat aux élections législatives de 2020-2021 et est élu dans le quartier PK5 (2e circonscription du 3e arrondissement) de Bangui. Alhissen Algoni, son adversaire pour le Mouvement Cœurs unis du président Faustin-Archange Touadéra, dépose une requête en destitution devant la Cour constitutionnelle contre Meckassoua. Il l'accuse d'avoir participé à la création de la CPC. Le 12 août, Meckassoua est destitué par la Cour constitutionnelle et perd son immunité parlementaire. Algoni est investi député,,,.